# Stefano Varese
 (août 2023).
La mise en forme du texte ne suit pas les recommandations de Wikipédia : il faut le « wikifier ».
Les points d'amélioration suivants sont les cas les plus fréquents. Le détail des points à revoir est peut-être précisé sur la page de discussion.
- Les titres sont pré-formatés par le logiciel. Ils ne sont ni en capitales, ni en gras.
- Le texte ne doit pas être écrit en capitales (les noms de famille non plus), ni en gras, ni en italique, ni en « petit »…
- Le gras n'est utilisé que pour surligner le titre de l'article dans l'introduction, une seule fois.
- L'italique est rarement utilisé : mots en langue étrangère, titres d'œuvres, noms de bateaux, etc.
- Les citations ne sont pas en italique mais en corps de texte normal. Elles sont entourées par des guillemets français : « et ».
- Les listes à puces sont à éviter, des paragraphes rédigés étant largement préférés. Les tableaux sont à réserver à la présentation de données structurées (résultats, etc.).
- Les appels de note de bas de page (petits chiffres en exposant, introduits par l'outil «  Source ») sont à placer entre la fin de phrase et le point final[comme ça].
- Les liens internes (vers d'autres articles de Wikipédia) sont à choisir avec parcimonie. Créez des liens vers des articles approfondissant le sujet. Les termes génériques sans rapport avec le sujet sont à éviter, ainsi que les répétitions de liens vers un même terme.
- Les liens externes sont à placer uniquement dans une section « Liens externes », à la fin de l'article. Ces liens sont à choisir avec parcimonie suivant les règles définies. Si un lien sert de source à l'article, son insertion dans le texte est à faire par les notes de bas de page.
- La présentation des références doit suivre les conventions bibliographiques. Il est recommandé d'utiliser les modèles {{Ouvrage}}, {{Chapitre}}, {{Article}}, {{Lien web}} et/ou {{Bibliographie}}. Le mode d'édition visuel peut mettre en forme automatiquement les références.
- Insérer une infobox (cadre d'informations à droite) n'est pas obligatoire pour parachever la mise en page.

Pour une aide détaillée, merci de consulter Aide:Wikification.
Si vous pensez que ces points ont été résolus, vous pouvez retirer ce bandeau et améliorer la mise en forme d'un autre article.
 (juillet 2023).
Stefano Varese est un anthropologue italo-péruvien, né en juillet 1939 à Gênes. Fondateur de l'Indigenous Research Center of the Americas (IRCA), il enseigne l'anthropologie à l'Université de Davis en Californie. Il a participé, comme anthropologue, à l'expérience révolutionnaire du gouvernement des forces armées au Pérou, au début des années 1970, après avoir renouvelé le champ des études amazoniennes.

## Formation
Il grandit dans le contexte de la Seconde guerre mondiale, et est marqué dans l’après-guerre par le militantisme à gauche de sa sœur aînée, alors que ses parents affichaient des positions plutôt conservatrices quoique distantes avec le régime fasciste. C’est dans ces milieux politiques et à cette époque de globalisation politique que Varese a connaissance de la survenue d’un coup d’État au Guatemala, en 1954, qui nourrit son intérêt pour l'Amérique du Sud.
C’est à nouveau un motif lié à l’entourage familial qui l’amène, deux ans plus tard en 1956, à quitter l’Italie pour le continent sud-américain, marqué par une importante immigration italienne. Son père s’était installé au Pérou après la séparation d’avec sa mère, ce qui amène Stefano Varese à parcourir le pays à la faveur des sociabilités, plutôt élitaires mais diverses, qui tissent l’entourage paternel.
En 1963, il entame une thèse sous la direction de l’anthropologue et médecin français Jehan Albert Vellard, à l’université catholique de Lima, qu’il consacre à un champ jusqu’alors peu abordé en-dehors des cercles missionnaires: l’Amazonie. Il étudie la région du grand Pajonal, qu’il aborde selon un angle ethnographique relativement nouveau, prenant une relative distance avec les sources missionnaires sur lesquelles se fondaient jusqu’alors les études sur l’Amazonie. De ce travail doctoral il tire un ouvrage, intitulé La Sal de los Cerros, paru en 1968 avant plusieurs ré-éditions, et traduit en français en 2015 sous le titre Le sel de la montagne. Présenté comme une ethno-histoire de la résistance autochtone à la colonisation, le livre interroge les mécanismes de domination et de résistance à l’œuvre dans la genèse de l’Amérique moderne. Sa perspective critique résonne aussi avec la mise à l’honneur politique de la ligne anti-impérialiste, défendue au Pérou par l’APRA dans un champ partisan polarisé et dans un contexte de guerre froide.

## Activité scientifique et activiste

### Engagement dans le drôle de gouvernement militaire, années 1968
Son œuvre résonne aussi avec la chronologie politique immédiate, si bien qu’en 1969, il rejoint le gouvernement révolutionnaire des forces armées, mené par le général Juan Velasco Alvarado. Il intègre ainsi le ministère de l’agriculture, puis une instance adossée au Système national de soutien à la mobilisation ou SINAMOS (Cant 2017) et à l’Organisation internationale du travail, la division des communautés natives amazoniennes. Il contribue à la construction de nouvelles catégories légales, assurant une sécurité juridique à la propriété collective de terres par des populations autochtones organisées en "communautés" à cette fin. S’il s’attire ce faisant des critiques, venues de la droite du spectre partisan mais aussi de milieux intellectuels soucieux de distance vis à vis du pouvoir militaire en place, il y poursuit sa production scientifique, en publiant un premier étude-sondage sur les communautés indigènes du Haut Marañón, proche de la frontière avec l’Équateur. Cette étude (publiée en 1972 par le SINAMOS sous le titre Las sociedades nativas de la selva : diagnóstico socio-económico del área rural peruana) interroge les fondements d’un des fils rouges des divers gouvernements qui se sont jusqu’alors succédé à la tête du Pérou : le projet de colonisation « interne » de l’Amazonie via des encouragements à la migration en provenance de la côte et des Andes. Combattant une vision productiviste et développementiste de l’Amazonie à ses yeux aveugles aux logiques économiques fines de mise en valeur et d’usage de ces territoires bien particuliers, Varese défend une approche renouvelée des territoires amazoniens et du rôle des populations qui l’habitent. Il défend ces positions dans des instances également transnationales, comme à la Barbade en 1968 lors d’une conférence marquée par sa radicalité politico-épistémologique.

### Exil au Mexique et en Californie
Lorsque l’expérience militaire péruvienne radicale s’interrompt en 1975, Stefano Varese s’exile au Mexique, où il prolonge son engagement – dans le cadre du IVe Tribunal Bertrand Russell en 1980 comme dans des cercles plus strictement académiques. Cette implication lui vaut de recevoir le prix LASA/OXFAM America Martin Diskin Memorial Lectureship, une distinction destinée à mettre en lumière un activisme mené dans le cadre intellectuel des Latin American studies.
Au Mexique, où il poursuit son activité d’anthropologue à l’invitation de Guillermo Bonfil Batalla au contact des populations zapotèques, mixtèques et des migrantes guatémaltèques, il fonde une famille avec sa compagne puis épouse Linda, rencontrée en Amazonie durant ses années doctorales : naissent ainsi une fille en 1975 puis un fils en 1979. La santé de ce dernier les convainc de rejoindre les États-Unis, dont est originaire Linda, pour y trouver un suivi médical adapté. Après quelques années de précarité économique dans le monde académique, californien pour l’essentiel, Stefano Varese obtient un poste fixe à l’université de UC Davis, où il poursuit son activité enseignante, chercheuse et où il contribue à la création d’un département consacré aux études sur les populations indigènes américaines (Native American studies), aux côtés de Dave Risling, Jack Forbes, Inés Hernández-Ávila et George Longfish. Il y forme notamment Víctor Montejo, futur ministre de la Paix et congressiste guatémaltèque dans les années 2000. Fervent défenseur du « point de vue indigène », Stefano Varese poursuit aux États-Unis sa pratique iconoclaste mêlant rigueur académique et implication sociale – qu’avait déjà illustrée, au Mexique après le Pérou, sa participation à des programmes d’éducation interculturelle bilingue.
Au fil d’une trajectoire universitaire longue de cinq décennies, Stefano Varese vient ainsi bousculer la géographie panaméricaine –jusqu’alors marquée par l’ombre portée du géant du nord et par sa production massive de savoirs anglophones, et désormais travaillée depuis les Suds par de nouveaux paradigmes, issus du Tiers-mondisme, dans lequel Varese voit une source majeure d’inspiration des théories décoloniales. Il vient ainsi réactiver une tradition de longue durée, celle de l’anthropologie appliquée – à laquelle il imprime une marque d’inspiration anti-impérialiste, fidèle au contexte politique qui a marqué ses années de formation idéologique dans l’Italie d’après-guerre.